# Štefan Čambal
Štefan Čambal, né le 16 décembre 1908 à Bratislava en Autriche-Hongrie (aujourd'hui en Slovaquie) et mort le 18 juillet 1990 Prague en Tchécoslovaquie (aujourd'hui en République tchèque), était un joueur et entraîneur de football tchécoslovaque, qui jouait au poste de milieu de terrain.

## Biographie
Sa carrière débute dans le meilleur club de sa ville natale, le Slovan Bratislava, où il passe la première partie de sa carrière. Il joue ensuite dans le club tchécoslovaque de la capitale du Sparta Prague.
Il joue 22 matchs avec l'équipe de Tchécoslovaquie entre 1932 et 1935.
Il est surtout connu pour avoir participé à la coupe du monde 1934 en Italie où son pays parvient jusqu'en finale contre les Italiens, et à la coupe du monde 1938 en France, où les Tchécoslovaques vont jusqu'en quarts-de-finale. Il est également le sélectionneur de l'équipe nationale en 1949.
Il entraîne également le club tchèque du Sparta Prague entre 1975 et 1976.